# Mostafa Madbouly
Mostafa Kemal Madbouly (in arabo مصطفى كمال مدبولي‎?; Il Cairo, 28 aprile 1966) è un politico egiziano e primo ministro dell'Egitto, dal 7 giugno 2018.
È stato nominato dal presidente Abdel Fattah al-Sisi, per succedere a Sherif Ismail, per via delle dimissioni del suo governo (in seguito alla rielezione di al-Sisi). Madbouly svolse, nel governo di Ismail, anche il ruolo di ministro degli alloggi e dei servizi pubblici urbani mentre, per un breve periodo di tempo, fu anche primo ministro ad Interim.

## Carriera
Madbouly si laureò all'Università del Cairo, ricevendo un master e un dottorato nella facoltà di ingegneria (rispettivamente, nel 1988 e nel 1997). Da settembre 2009 a novembre 2011, Madbouly fu Presidente dell'Autorità generale per l'urbanistica, presso il Ministero degli alloggi, dei servizi pubblici e dello sviluppo urbano; fu, anche, direttore esecutivo dell'Istituto di formazione e studi urbani, presso il Centro di ricerca per l'edilizia nel ministero dell'edilizia abitativa.
Da novembre 2012 a febbraio 2014, fu direttore generale per i paesi arabi, presso il Programma delle Nazioni Unite per gli insediamenti umani. Nel marzo 2014, venne nominato Ministro dell'Edilizia Abitativa, sotto il primo ministro Ibrahim Mahlab (incarico che continuò a ricoprire, dopo la nomina di Sherif Ismail a Primo Ministro, nel settembre 2015).
Durante il suo mandato come Ministro dell'Edilizia Abitativa, il progetto "milioni di unità abitative" andò a buon fine e fu uno dei principali progetti nazionali entrati in vigore, dopo l'insediamento del presidente al-Sisi (anche se il progetto, era un'idea dell'ex-Ministro dell'Edilizia, Mohamed Fathy al-Baradei). Per ragioni politiche e sociali, il progetto (suggerito da Baradie, nel 2011) si interruppe durante l'era della Fratellanza Musulmana e tornò in vigore, quando Madbouly entrò in carica. Nel novembre 2017, Madbouly venne nominato Primo Ministro ad Interim, in seguito alla partenza di Sherif Ismail, in Germania, per cure mediche.

## Primo ministro dell'Egitto

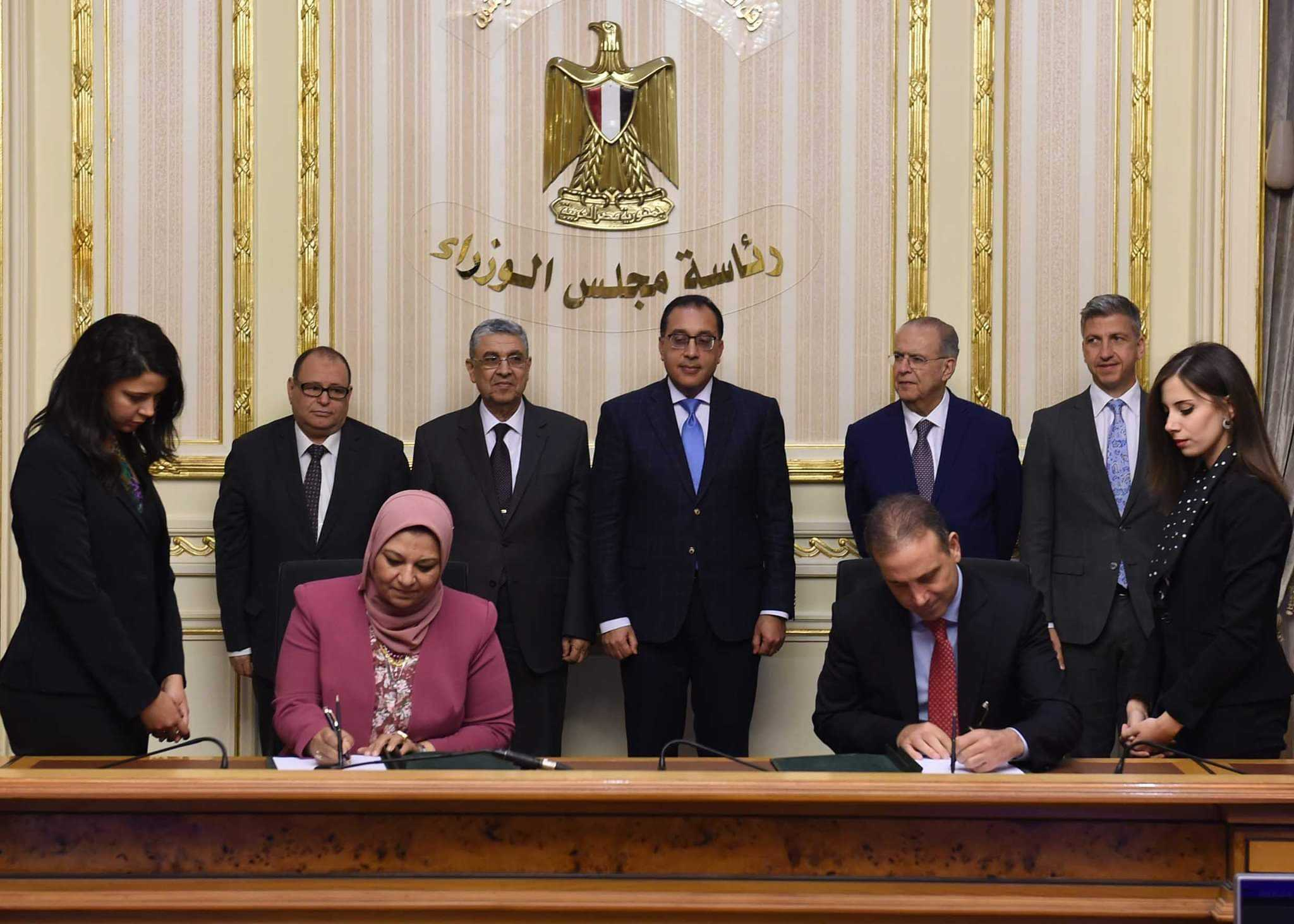
Nasos Ktorides, CEO del EuroAfrica Interconnector, firma lo storico accordo InterConnector tra l'Egitto e Cipro, alla presenza di Mostafa Madbouly (primo ministro egiziano e ministro dell'Energia Elettrica) e Ioannis Kasoulides (Presidente del Consiglio Strategico di EuroAfrica).

Il 7 giugno 2018, il presidente al-Sisi, nominò Madbouly, Primo Ministro (in seguito alle dimissioni di Sherif Ismail, dopo la rielezione di al-Sisi nelle elezioni presidenziali).
Il 9 giugno, Madbouly rimescolò il governo, sostituendo otto ministri mentre, nello stesso giorno, il parlamento approvò una sua nuova lista di ministri del governo.
Il 10 giugno, venne rivelato che otto donne avrebbero lavorato nel suo governo, battendo il record di sei donne della precedente amministrazione.
Il 13 giugno, venne riferito che Madbouly aveva selezionato da tredici a sedici viceministri e che, con il suo governo, avrebbe prestato giuramento a al-Sisi, il 14 giugno.
Venne anche riferito che il governo avrebbe rilasciato la sua dichiarazione politica, il 23 giugno ma il portavoce parlamentare, Salah Hassaballah, dichiarò che queste informazioni non erano corrette.
Il 23 giugno, Hassaballah dichiarò che, sebbene non fosse programmata alcuna data per presentare la dichiarazione politica al Parlamento, si aspettava che il governo Madbouly la presentasse nella prossima settimana ma che il governo non fosse in grado di prepararla in tempo per la data prevista.
Il 30 giugno, venne annunciato che Madbouly avrebbe presentato la sua dichiarazione politica, il 3 luglio (al fine di rispettare la scadenza costituzionale di venti giorni, al momento della formazione del governo).
Il 3 luglio 2018, Madbouly rilasciò, ufficialmente, la sua dichiarazione politica al parlamento egiziano, in cui dichiarò che l'85% del suo programma di riforma economica, era stato realizzato.
La dichiarazione venne poi inviata ad una commissione parlamentare presieduta da un vicepresidente della Camera, cui fece seguito un voto di fiducia, in base all'articolo 146 della costituzione egiziana, la quale stabilisce che un Primo Ministro di nuova nomina, deve presentare una dichiarazione politica davanti al parlamento mentre i parlamentari dovrebbero votare sulla politica, in un processo che termina entro trenta giorni.
L'11 luglio 2018, il primo vicepresidente del parlamento egiziano, Al-Sayed Al-Sherif (a capo della commissione parlamentare, incaricata di rivedere la dichiarazione politica di Madbouly) annunciò che la sua commissione aveva completato la revisione della dichiarazione e raccomandò un voto di fiducia a favore, per il 15 luglio.
Il 25 luglio 2018 (dieci giorni dopo la data prevista), il parlamento egiziano approvò sia il gabinetto di Madbouly che la sua dichiarazione politica, con un voto di fiducia.